# Židovsko groblje u Przytyku
Židovsko groblje u Przytyku osnovano je u drugoj polovini 17. stoljeća i među najzanimljivijim grobljima je središnje Poljske. Ukupne je površine 0,2 ha. Godine 1882. izgrađena su vrata za groblje, koje je sve do danas ostalo nedovršeno. Većina od 30 sačuvanih nadgrobnih spomenika bogato je ukrašena. Posebno je pažnje vrijedna dvostruka maceva rabina Samuela Zajnwela i njegova sina Jecheskiela Zeliga. Najstariji sačuvani nadgrobni spomenik datira iz 1770. godine.

## Vanjske poveznice
Židovsko groblje u Przytyku  Arhivirana inačica izvorne stranice od 5. ožujka 2016. (Wayback Machine) na portalu Wirtualny Sztetl (polj.)
- Više o Židovima u Przemyślu i njihovoj nekropoli (polj.)
- Fotografije nekropole  Arhivirana inačica izvorne stranice od 21. prosinca 2012. (Wayback Machine) (polj.)
- Svi nejasni natpisi na portalu Wirtualny Cmentarz (polj.)